# Xanakharm
Xanakharm är ett distrikt i Laos.   Det ligger i provinsen Vientiane, i den västra delen av landet, 100 km väster om huvudstaden Vientiane.